# Acosmeryx sinjaevi
Acosmeryx sinjaevi is een vlinder uit de familie van de pijlstaarten (Sphingidae). De wetenschappelijke naam van de soort werd in 1996 gepubliceerd door Ronald Brechlin & Ian J. Kitching.

## Type
- holotype: "male. 22.-30.XI.1994"
- instituut: MWM, München, Duitsland
- typelocatie: "Northern Vietnam (Tonkin), Thanh Hoa, Ben En National Park, 40km southwest of Thanh Hoa, 18°40'N 105°40'E, 200m"